# Münchringen
Münchringen es una comuna suiza del cantón de Berna, situada en el distrito administrativo de Berna-Mittelland. Limita al norte con la comuna de Zauggenried, al este con Kernenried y Hindelbank, al sur con Mattstetten, y al oeste con Jegenstorf.
Hasta el 31 de diciembre de 2009 situada en el distrito de Fraubrunnen.

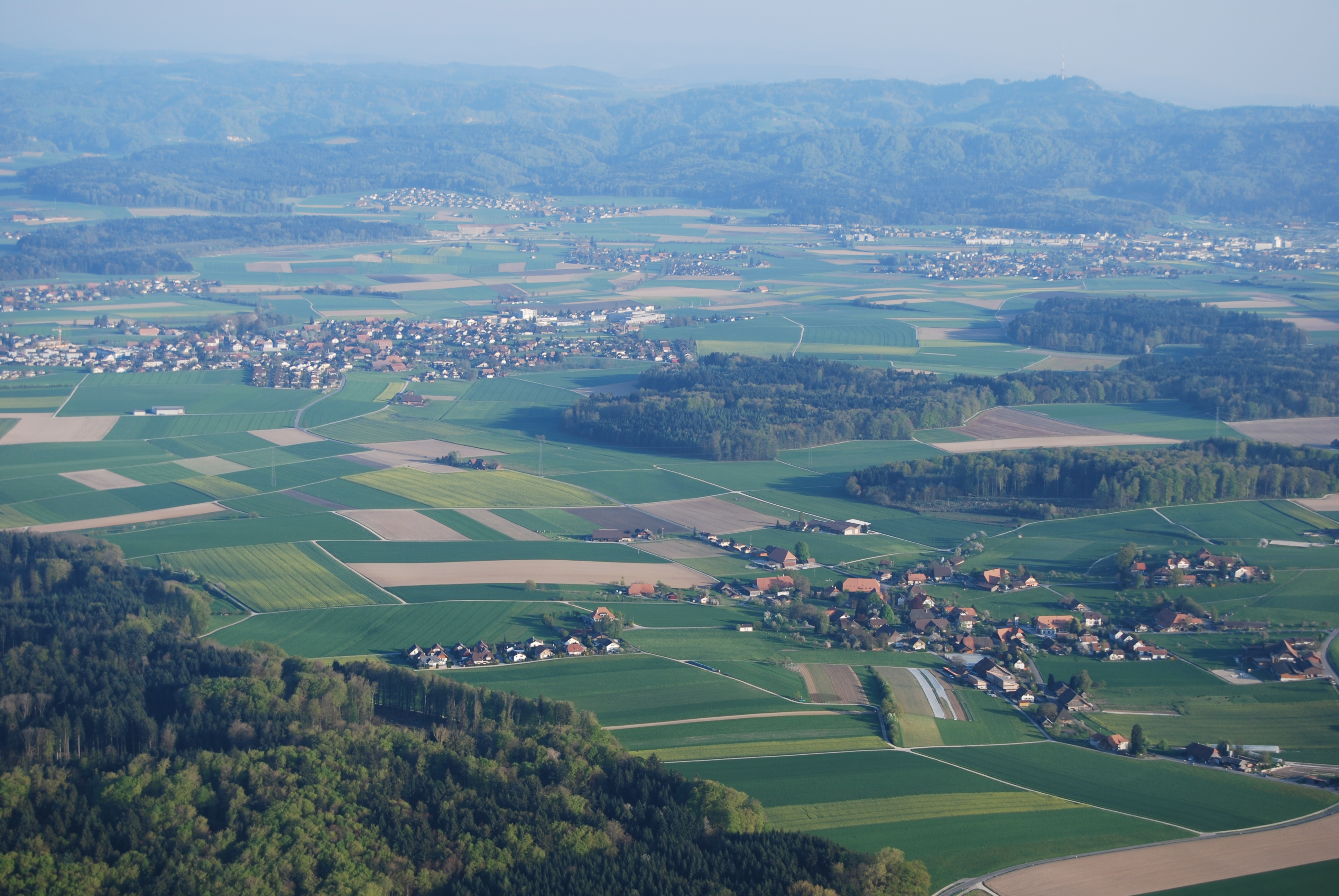
Vista aérea de la región de Münchringen.